# Polycaena carmelita
Polycaena carmelita is een vlindersoort uit de familie van de prachtvlinders (Riodinidae), onderfamilie Nemeobiinae.
Polycaena carmelita werd in 1903 beschreven door Oberthür.